# Aritatsu Ogi
Aritatsu Ogi (Hiroshima, Prefectura d'Hiroshima, Japó, 10 de desembre de 1942), és un exfutbolista i exentrenador japonès.

## Selecció japonesa
Aritatsu Ogi va disputar 62 partits amb la selecció japonesa. Va guanyar la medalla de bronze als Jocs Olímpics de Ciutat de Mèxic 1968.